# Roger Goeb
Roger John Goeb (født 9. oktober 1914 i Cherokee, Iowa - død 3. januar 1997 i Queens, New York City, New York, USA) var en amerikansk komponist, pianist og lærer.
Goeb studerede kompostion i Paris på École Normale de Musique hos Nadia Boulanger. Han studerede efter sin hjemkomst til USA komposition videre privat hos Otto Luening, og senere på Universitetet i New York og på Cleveland Musikinstitut, hvor han tog sin eksamen. Han har skrevet 8 symfonier, orkesterværker, kammermusik, koncertmusik, klaverstykker og sange. Goeb var lærer i komposition på flere universiteter, såsom Juilliard School of Music, og på Stanford Universitet.

## Udvalgte værker
- Symfoni nr. 1 (1941) (trukket tilbage) - for orkester
- Symfoni nr. 2 (1945) - for orkester
- Symfoni nr. 3 (1950) - for orkester
- Symfoni nr. 4 (1955) - for orkester
- Symfoni nr. 5 (1981) - for orkester
- Symfoni nr. 6 (1987) - for orkester
- Sinfonia nr. 1 (1957) - for orkester
- Sinfonia nr. 2 (1962) - for orkester
- Violinkoncert (1953) - for violin og orkester
- Klaverkoncert (1954) - for klaver og orkester